# Chasmomma laterale
Chasmomma laterale är en tvåvingeart som beskrevs av Charles Howard Curran 1939. Chasmomma laterale ingår i släktet Chasmomma och familjen blomflugor.
Artens utbredningsområde är Kongo. Inga underarter finns listade i Catalogue of Life.